# Ernesto Balducci
Ernesto Balducci (né le 6 août 1922 à Santa Fiora et mort le 25 avril 1992 à Cesena) est un prêtre catholique, écrivain, éditeur et intellectuel italien.

## Biographie
Ernesto Balducci a été l'une des plus grandes personnalités catholiques italiennes du XXe siècle. Il fut lié avec Giorgio La Pira, David Maria Turoldo, Lorenzo Milani, ainsi qu'avec le milieu des catholiques démocrates et de gauche qui fut particulièrement actif et brillant à Florence entre les années 1950 et les années 1990.
Né dans le petit village minier de Santa Fiora, dans le sud de la Toscane, Balducci évoqua par la suite son lieu d'origine comme le véritable berceau de sa formation humaine, citoyenne et religieuse.
Ainé de quatre enfants, il entre très jeune dans l'Ordre des Frères des Écoles Pies. Il fut ordonné prêtre le 26 août 1944 et envoyé rapidement à Florence, où il enseigna dans les Écoles Pies de la ville. Il obtint sa licence ès lettres (laurea) en 1950 en soutenant un mémoire sur Antonio Fogazzaro.
Au début des années 1950, il fonda le « Cenacolo », une association qui unissait aux activités charitables une attention marquée aux problèmes politiques et sociaux, ainsi qu'aux problématiques théologiques et spirituelles. En 1958, avec un groupe d'amis et des jeunes liés au « Cenacolo », Balducci fonde la revue Testimonianze. Il entame alors une intense activité d'écrivain et publie de nombreux textes et articles sur des sujets ecclésiaux. Le nom de la revue rappelle la foi fondée sur la valeur du témoignage, selon le modèle spirituel de Charles de Foucauld et des Petits Frères de Jésus. L'hostilité de la hiérarchie ecclésiastique de Florence (et notamment de l'archevêque de l'époque, Ermenegildo Florit) vis-à-vis de ces expériences reflétait celle manifestée par l'Église catholique envers tout ferment novateur dans la dernière période du pontificat de Pie XII. Il s'ensuivit pour Balducci l'éloignement forcé de Florence, à Frascati et ensuite à Rome, d'où il suivit les évènements du pontificat de Jean XXIII. Balducci fut un fervent partisan du concile Vatican II (1962-1965) et s’engagea en particulier dans l'étude et la divulgation des débats conciliaires.
Au cours de ces mêmes années, Balducci dut faire face à de nombreuses polémiques et conflits provoquées par ses prises de position tant religieuses que politiques. Le 13 janvier 1963 le quotidien florentin Il giornale del Mattino publia un article-interview intitulé «  La Chiesa e la Patria » (= l'Église et la Patrie), dans lequel Balducci défendait (comme deux autres prêtres florentins, Lorenzo Milani et Danilo Cubattoli (it)) l'objection de conscience au service militaire obligatoire. Il fut par conséquent soumis à un jugement pénal, condamné ainsi que - conformément au Concordat entre l'Église catholique et l'État italien - signalé au Saint-Office.
En 1965, Balducci peut se rapprocher de Florence : le pape Paul VI lui permet de s'installer dans le diocèse frontalier de Fiesole.
Dans les années 1970 il s'engagea, avec de nombreux autres intellectuels, dans le dialogue entre le monde catholique et la gauche, en particulier le Parti communiste italien, au nom de la nécessité d'effacer des frontières culturelles et politiques pernicieuses.
Dans les années 1980, il fut l'une des figures de proue du mouvement italien pour la paix et le désarmement et fonda en 1986 la maison d’édition Edizioni Cultura della Pace. Sa réflexion se fit de plus en plus ample et articulée, en se recentrant sur la notion d' “humanisme planétaire” et sur une tentative d'approche globale de la réalité contemporaine à partir d'une nouvelle et révolutionnaire "culture de la paix".
Le 25 avril 1992, Ernesto Balducci mourut des suites d'un grave accident de la route, survenu deux jours auparavant.

## Quelques œuvres

### Jusqu'en 1992
- Papa Giovanni, Firenze, Vallecchi, 1965.
- Condanna della guerra. Ricerca della pace, in AA.VV., Laici sulle vie del Concilio, Assisi, Cittadella, 1966.
- La Pietra in cammino, meditazioni sulla Chiesa del Concilio, Brescia, Morcelliana, 1967.
- L'esistenza cristiana, Firenze, Testimonianze, 1968.
- La Chiesa come Eucaristia, Brescia, Queriniana, 1969.
- Il prete e il piccolo gruppo, in AA.VV., I piccoli gruppi nella Chiesa, Assisi, Cittadella, 1970.
- Diario dell'Esodo 1960/1970, Firenze, Vallecchi, 1971.
- Cristianesimo come liberazione, con Roger Garaudy, Roma, Coines, 1975
- La politica della fede. Dall'ideologia cattolica alla teologia della rivoluzione, Firenze, 1976.
- Cittadini del mondo. Educazione civica per le scuole superiori, con Pierluigi Onorato, Milano, Principato, 1981.
- Il terzo millennio. Saggio sulla situazione apocalittica, Milano, Bompiani, 1981.
- Pensieri di pace, Assisi, Cittadella, 1985.
- La pace realismo di un'utopia, Testi e documenti di Ernesto Balducci e Ludovico Grassi, Principato, 1985.
- Il cerchio che si chiude. Intervista autobiografica a cura di Luciano Martini, Genova, Marietti, 1986.
- Storia del pensiero umano, 3 volumi, Manuale di storia della filosofia, Firenze, Cremonese, 1986.
- Gandhi, S. Domenico di Fiesole (Fi), ECP, 1988.
- Giorgio La Pira, S. Domenico di Fiesole (Fi), ECP, 1988.
- Francesco d'Assisi, S. Domenico di Fiesole (Fi), ECP, 1989.
- L'uomo planetario, S. Domenico di Fiesole (Fi), ECP, 1990 (1ªediz.: Milano, Camunia, 1985).
- Le tribù della terra: orizzonte 2000, S. Domenico di Fiesole (Fi), ECP, 1991.
- Montezuma scopre l'Europa, S. Domenico di Fiesole (Fi), ECP, 1992..
- La terra del tramonto. Saggio sulla transizione, S. Domenico di Fiesole (Fi), ECP, 1992.
- Addio alle armi? Nuove prospettive per una cultura di pace. L'ultima conferenza di padre Ernesto Balducci, S. Giovanni in Persiceto (Bo), opuscolo del Commune, 1992.

### Après 1992
- Tra istituzione e rinnovamento evangelico, p. 70–90, in AA. VV., Francesco un ‘pazzo’ da slegare, Atti del 40e Corso di Studi Cristiani della Pro Civitate Christiana di Assisi (1983), Assisi, Cittadella, 1993 (1re ed.: 1983).
- Il sogno di una cosa, S. Domenico di Fiesole (Fi), ECP, 1993.
- Pensieri di pace, Assisi (Pg), Cittadella, 1993, 2e ed.
- Un'altra via. Nel II anniversario della scomparsa, 25 aprile 1994, S. Domenico di Fiesole (Fi), ECP, 1994.
- L'uomo planetario, S. Domenico di Fiesole (Fi), ECP, 1994, 2e ed.
- Francesco d'Assisi, S. Domenico di Fiesole (Fi), ECP, 1994, 3e ed.
- Cittadini del mondo. Educazione civica. Per le Scuole superiori, con Pierluigi Onorato, Milano, Principato, 1995, 2e ed.
- L'insegnamento di don Lorenzo Milani, Bari-Roma, Laterza, 1996, 2e ed.
- E voi chi dite che io sia? Chi dicono gli altri che io sia?, S. Domenico di Fiesole (Fi), ECP, 1996.
- Il tempo di Dio. Ultime omelie, S. Domenico di Fiesole (Fi), ECP, 1996.
- L'altro. Un orizzonte profetico, S. Domenico di Fiesole (Fi), ECP, 1996.
- Cristianesimo e conflitto sociale, Cagliari, CUEC, 1997.
- Gli ultimi tempi [vol 1]. Anno A. Commento alla liturgia della parola, Roma, Edizioni Borla, 1998.
- Educazione come liberazione. L'educatore ed il sacerdote attraverso i suoi scritti, Firenze, Libreria Chiari, 1999.
- Giovanni XXIII, Casale Monferrato (AL), Piemme, 2000.
- Educazione e libertà, Casale Monferrato (AL), Piemme, 2000.
- Il cerchio che si chiude, Casale Monferrato (AL), Piemme, 2000.
- Il vangelo di Giovanni, Casale Monferrato (AL), Piemme, 2001.
- Niente è finito. Testimonianze e ricordi, Casale Monferrato (AL), Piemme, 2001.
- L'insegnamento di don Lorenzo Milani, Bari-Roma, Laterza, 2002.
- Diari 1940-1945 [vol 1], 1940-1943, Firenze, Olschki, 2002.
- Gli ultimi tempi [vol 2]. Anno B. Commento alla liturgia della parola, Roma, Borla, 2003.
- La santità della povera gente, con Carlo Carretto, Cinisello Balsamo (Mi), San Paolo Edizioni, 2003.
- La Terra non sarà distrutta l'uomo inedito la salverà, con David Maria Turoldo, Milano, Gribaudi, 2003.
- Giorgio La Pira, Firenze, Giunti, 2004.
- L'altro. Un orizzonte profetico, Firenze, Giunti, 2004.
- Francesco d'Assisi, Firenze, Giunti Editore, 2004.
- Diari [vol 2] 1943-1945, Firenze, Olschki, 2004.
- La terra del tramonto. Saggio sulla transizione, Firenze, Giunti, 2005.
- Il sogno di una cosa. Dal villaggio all'età planetaria, Firenze, Giunti, 2006.
- Pianeta Terra, casa comune, Firenze, Giunti, 2006.